# Opération Solace

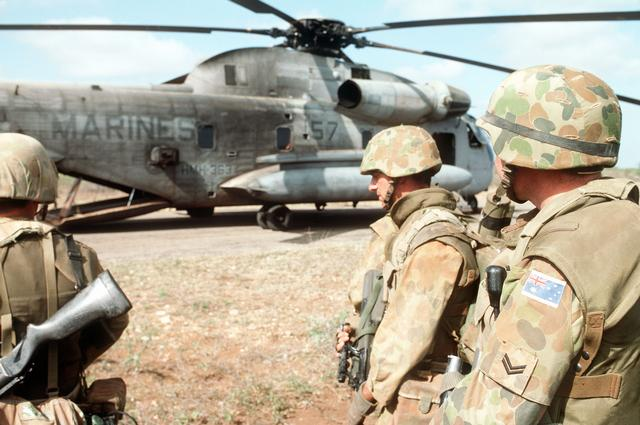
Soldats australiens prêts à embarquer dans un hélicoptère de l'United States Marine Corps Aviation en Somalie.

L'opération Solace a été la principale contribution de l'armée australienne à la Force d'intervention unifiée (FIU), dirigée par les États-Unis,à la demande des Nations unies. Cette force multinationale est intervenue en République de Somalie du 9 décembre 1992 au 4 mai 1993. Baptisée Opération Restaurer l'Espoir, elle était chargée d'intervenir à la demande du Conseil de sécurité des Nations unies en vertu de la résolution 794 afin de créer un environnement protégé pour la conduite d'opérations humanitaires dans la moitié sud de la Somalie. 
L'opération Solace a consisté en l'envoi du 1er bataillon du Royal Australian Regiment (1 RAR) à Baidoa dans le centre sud de la Somalie. Le 1 RAR a remplacé le 3e bataillon du 9e Régiment de Marine des États-Unis à Baidoa le 19 janvier 1993. Il a permis l'amélioration de la situation en matière de sécurité et a gagné le respect des organisations non-gouvernementales qui opéraient dans la région. Le 1 RAR a quitté la Somalie le 21 mai 1993. 
Les principales unités australiennes déployées en Somalie au cours de l'opération Solace ont été : 
- le 1er Bataillon du Royal Australian Regiment
- le navire de débarquement de troupes Tobruk
- le navire auxiliaire de transport de troupes Jervis Bay